# Demonax drescheri
Demonax drescheri är en skalbaggsart som beskrevs av Fisher 1936. Demonax drescheri ingår i släktet Demonax och familjen långhorningar. Inga underarter finns listade i Catalogue of Life.